# کازکیرشن
کازکیرشن (به آلمانی: Casekirchen) یک منطقهٔ مسکونی در آلمان است که در مولاور لاند واقع شده‌است. کازکیرشن ۲۷۳ نفر جمعیت دارد.